# ديفيد رودس (راكب الكنو)
ديفيد رودس (بالإنجليزية: David Rhodes)‏ هو راكب الكنو أسترالي، ولد في 12 نوفمبر 1975.

## وصلات خارجية
- ديفيد رودس على موقع أوليمبيديا (الإنجليزية)
- ديفيد رودس على موقع اللجنة الأولمبية الأسترالية (الإنجليزية)